# Olga Glock
Olga Glock, russisch Ольга Глок, engl. Transkription Olga Glok, (* 16. Dezember 1982) ist eine russische Marathonläuferin.
2004 wurde sie Dritte der russischen Marathon-Meisterschaft in 2:37:01 h. Im darauffolgenden Jahr gewann sie den Bremerhaven-Marathon und wurde Achte beim Frankfurt-Marathon. 2006 gewann sie den Dresden-Marathon in 2:35:26 und 2007 kam sie bei den Straßenlauf-Weltmeisterschaften in Udine auf den 17. Platz und wurde Dritte beim Istanbul-Marathon in 2:31:12 h.
2008 folgte einem zehnten Platz beim Paris-Marathon der Sieg beim Twin Cities Marathon.
2009 gewann sie den Prag-Marathon in 2:28:27 h und kam bei den Leichtathletik-Weltmeisterschaften in Berlin auf den 29. Rang.

## Persönliche Bestzeiten
- Halbmarathon: 1:09:58 h, 14. Oktober 2007, Udine
- Marathon: 2:28:27 h, 10. Mai 2009, Prag